# تشارلي كانتي
تشارلي كانتي (من مواليد 1946 في رالي، نورث كارولينا)، أحد محللي سباقات الخيل الأصيلة المخضرمين في البث، هي مذيعه رياضية أمريكية عملت في محطة، اي بي سي سبورت، شبكة الولايات المتحدة الأمريكية (2002-2005) و ان بي سي سبورت (2000-2005).

## حياتها المهنية
وظيفة مبكرة
درست كانتي لمدة عامين في كلية ماونت فيرنون للنساء ثم عامين في جامعة جورج واشنطن ، وتخرجت في عام 1968 على الرغم من فقد الصف عدة مرات لركوب الخيل. كانت متسابقة تمرين لـ روفيان عندما بدأ فرانك وايتلي تدريب المهرة لأول مرة في أواخر عام 1973 في كامدن، ساوث كارولينا، وأصبحت فيما بعد مدربة خيول. 
ظهر كانتي على شاشة التلفزيون على What My Line؟ كمدربه لسلالة أصيلة تدعى أرلين فرانسيس، والتي سميت على اسم أحد نجوم العرض؛ فشلت أرلين فرانسيس الحقيقية في تخمين مهنتها.
عندما كانت كانتى متسابقة تمارين رياضية في بلمونت بارك عام 1975،  اختارتها وور تي في للمشاركة في استضافة برامج السباق الأسبوعية لتلك المحطة مع فرانك رايت وديف جونسون. قامت وور، التي بثت في ذلك الوقت أكبر تغطية رياضية لأي محطة في البلاد مع 1000 ساعة في السنة، بث ثلاثة برامج سباقات أصيلة - سباق من بيلمونت وسباق من اكودكات وسباق من ساراتوجا - وصل إلى 300000 مشاهد كل أسبوع. أراد المدير التنفيذي لجمعية سباق الخيل في نيويورك، بيل كريسي، إضافة امرأة إلى البرنامج، ولكن الأهم من ذلك، شخص يمكنه شرح سباق الخيل للجمهور. أوصى فرانك تورز بكانتي، التي لعبت دورًا رئيسيًا في عروض السباقات لـ KNXT في لوس أنجلوس لمدة 13 عامًا. كانت تمتلك تو مني شيف، أقدم حصان نشط على حلبات نيويورك.
CBS Sports و ESPN
من عام 1977 إلى عام 1986، عملت كمساهمة في شبكة سي بي إس في تغطية دوري كرة القدم الأمريكية وكأس أمريكا وسباق الخيل. عملت أيضًا كعضو لجنة في برنامج The NFL Today على قناة CBS في عام 1984 لتحل محل فيليس جورج، التي ذهبت في إجازة أمومة.
من عام 1985 إلى عام 2002، كان كانتي مراسلًا ومحللاً لـ سباق أمريكا لصالح ESPN.
انضمت كانتي إلى اية بي سي سبورت في أبريل 1986. بالإضافة إلى تغطيتها لـ التاج الثلاثي، عملت كمحلل خبير ومراسلة للتغطية الحية لـ ABC's Wide World of Sports لسباقات كنتاكي ديربي الإعدادية من 1986 حتى 2001.
في نوفمبر 2000، انضم كانتي إلى إن بي سي سبورت كمحلل خبير أثناء تغطية الشبكة لـ 2000 Breeders 'Cup. عملت في إن بي سي لمدة 5 سنوات (2000-2005).
من 2002-2005، أصبح كانتي مراسلًا لتغطية شبكة USA Network لنادي ويستمنستر. في ذلك الوقت، كان كانتي قد غطى سباقات الكاس الثلاثى لمدة 17 عامًا متتاليًا، وانتقل من سي بي سي إلى اية بي سي سبورت ثم ان بي سي سبورت . أيضًا بالنسبة لـ ان بي سي، غطت سباقات كأس المربيين. واصل كانتي تدريب الخيول.
قرر كانتي التقاعد من التلفزيون بعد كأس Breeders لعام 2005. كانت واحدة من عدة مستثمرين من إن بي سي الذين يمتلكون مهرة تضارب المصالح. 

## عائلتها
أراد والد تشارلي أن يسمي ابنه تشارلز أوسكار، لكنها تبين أنها فتاة.
كان زوجها الأول هو المدرب جوزيف ب.كانتي وتزوجته عام 1969 في كامدن بولاية ساوث كارولينا. بحلول عام 1976، كانت تشارلي تبلغ من العمر 30 عامًا، وكان زوجها مدربًا لمدة خمس سنوات. لديهما ابن واحد، وهو طبيب أطفال جيه بي كانتي.
كانتي متزوجة من دوجلاس ديفيدسون وتعيش في أوكاتي بولاية ساوث كارولينا.